# Синджар (Сирия)
Синджа́р (араб. سنجار‎) — небольшой город на северо-западе Сирии, расположенный на территории мухафазы Идлиб. Входит в состав района Мааррет-эн-Нууман. Является административным центром одноимённой нахии.

## Географическое положение
Город находится в юго-восточной части мухафазы, на высоте 508 метров над уровнем моря.

Синджар расположен на расстоянии приблизительно 48 километров к юго-востоку от Идлиба, административного центра провинции и на расстоянии 222 километров к северо-северо-востоку (NNE) от Дамаска, столицы страны.

## Население
По данным официальной переписи 2004 года численность населения города составляла 2583 человек (1319 мужчин и 1264 женщины).

## Транспорт
Ближайший гражданский аэропорт — Международный аэропорт Алеппо.